# عملیات کروسیدر
عملیات کروسیدر (به انگلیسی: Operation Crusader) یک عملیات نظامی در جریان کارزار صحرای غربی در طول جنگ جهانی دوم بود که در ماه دسامبر سال ۱۹۴۱ انجام گرفت و با پیروزی متفقین به پایان رسید.

## اهداف
مأموریت ارتش هشتم بریتانیا به فرماندهی آلن کانینگهام در این عملیات، شکست سریع و قاطع نیروهای زرهی آلمانی در لیبی و به‌طور همزمان رفع محاصره طبرق بود. بندر کوچک طبرق که توسط یک لشکر تقویت‌شده محافظت می‌شد، جاده ساحلی لیبی را بر روی نیروهای محور مسدود کرده بود و جناح شمالی هر نیرویی را که قصد پیشروی به سمت مصر از نواحی جنوبی‌تر را داشت، تهدید می‌کرد. اگر طبرق به تصرف آلمانی‌ها درمی‌آمد به یک پایگاه تدارکاتی پیشین برای یورش آن‌ها به مصر بدل می‌گشت.

## عملیات
عملیات کروسیدر روز ۱۹ نوامبر سال ۱۹۴۱ از شمال شرقی لیبی در نزدیکی مرز مصر آغاز شد. این برای نخستین بار طول جنگ جهانی دوم بود که نیروی زمینی بریتانیا با نیروی هوایی آن، یک تهاجم گسترده علیه نیروهای آلمانی صورت می‌داد. همچنین این برای نخستین بار بود که بریتانیایی‌ها در میدان نبرد از تعداد قوا، تانک‌ها و هواگردها بر آلمانی‌ها برتری داشتند. کانینگهام دو لشکر پیاده‌نظام را در طول خط ساحلی به طرف طبرق فرستاد و به نیروهای درون شهر دستور داد اقدام به شکستن محاصره از داخل بکنند. نبرد سیدی رزق در ۳۰ کیلومتری جنوب شرقی طبرق در روزهای ۲۱ تا ۲۳ نوامبر بین دو طرف درگرفت. این نبرد، پس از درگیری‌های زرهی غرب اوکراین در آغاز عملیات بارباروسا، بزرگ‌ترین نبرد زرهی جنگ جهانی دوم تا آن زمان بود. با وجود غافلگیری اولیه، کانینگهام قادر متمرکز کردن تانک‌های خود نشد. خسارات وارد آمده به قوای زرهی بریتانیا به اندازه‌ای بود که کانینگهام قصد توقف عملیات تهاجمی و عقب‌نشینی به مصر را داشت. به هر صورت با اسرار ژنرال کلود آوچینلک، فرمانده کل نیروهای بریتانیایی در خاورمیانه و با اذعان او به این تلفات دشمن نیز به همین اندازه زیاد است، تهاجم ادامه پیدا کرد. ژنرال نیل ریچی جایگزین کانینگهام شد. بریتانیایی‌ها که امیدوار بودند در عرض یک هفته محاصره طبرق را بشکنند، هنوز موفق به حصول این نتیجه نگشته بودند. سپهبد اروین رومل، فرمانده گروه زرهی آفریقا از روز ۲۴ دسامبر با دو لشکر زرهی اقدام به ضد حمله به سمت مرز مصر نمود. رومل با بیش از حد برآورد کردن تلفات دشمن، تصور می‌کرد با یک حمله برق‌آسا خواهد توانست بقایای نیروهای بریتانیایی را از بین ببرد. با این حال حمله آلمانی‌ها با مقاومت مواجه گشت. پس از چند روز درگیری بی‌فایده رومل ۲۷ و ۲۸ نوامبر مجبور به بازگشت به نقطه اولیه خود شد.